# Esclua de Narbona
Esclua (Selva) fou bisbe de Narbona testimoniat vers el 633 al 638. És conegut per haver presidit el VI Concili de Toledo.
Khíntila, rei dels visigots, va convocar el VI concili a Toledo que es va inaugurar el 9 de gener del 638 i hi van estar presents cinquanta-tres bisbes (més del doble que en l'anterior concili) i entre els quals n'hi havia tres procedents de Septimània (els bisbes d'Elna - Ataloc- i de Lodeva -Anatoli- i el bisbe metropolità de Narbona, Esclua, que fou el president com a metropolità més antic). El Concili va ser considerat una reunió dels Bisbes d'Hispània i la Gàl·lia a diferència de l'anterior que es va qualificar com una reunió de bisbes de "les diverses províncies d'Hispània". Entre els bisbes presents els metropolitans de Braga, Toledo, Sevilla i l'esmentat de Narbona.